# سوفتسك (مقاطعة تولا)
سوفتسك، تولا أوبلاست (بالروسية: Советск) هي إحدى مدن روسيا في الكيان الفدرالي الروسي تولا أوبلاست.